# 我らの港
「我らの港」（われらのみなと）は、かつて日本の静岡県清水市（現在の静岡市清水区）で制定されていた市歌である。作詞・長田恒雄、作曲・服部正。

## 解説
清水市において最初に市歌を制定する動きとしては、1928年（昭和3年）に清水市教育会が昭和天皇の御大典奉祝行事の一環として7月16日付で実施した市歌の歌詞募集が認められる。この際は9月29日の時点で56名の応募があり「10月に審査結果を発表する」としていたが、結果については『清水市史』に記載されていない。清水食品の資料によると入江二丁目出身で清水市役所職員の若杉雄三郎が清水市歌などの作詞で名声を得ていたことから、1935年に社歌の作詞を彼に依頼したとの記述がある。歌詞や作曲者については不明である。
戦後になり、1959年（昭和34年）10月16日に清水港開港60周年および市制35周年を記念して市歌「我らの港」が制定された。作成に当たっては歌詞の一般公募などは行わず、作詞を詩人で清水市出身の長田恒雄に、作曲を国立音楽大学教授の服部正にそれぞれ依頼している。
清水市は2003年（平成15年）4月1日に静岡市と新設合併し、新制「静岡市」となった。この際に「我らの港」は1938年（昭和13年）制定の旧静岡市歌と共に廃止され、2005年（平成17年）に新市歌「わたしの街 静岡」が制定されている。
旧清水市に関連する他の楽曲としては、行進曲「若い清水」がある。